# Bit.trip
비트. 트립(Bit.Trip, BIT.TRIP, 보통 비트 트립)은 초이스 프로비전(Choice Provisions)이 개발한 리듬 게임 시리즈로, Wii, 닌텐도 3DS, 마이크로소프트 윈도우, macOS, 리눅스등으로 이식되었다. 각각의 게임들에는 "커캔더 비디오"를 다룬 모험들을 다룬다. 비트 트립의 게임 스타일은 퐁 비슷한것에서, 플랫포밍, 슈팅등을 망라하고 있으며 각각의 음악들은 칩튠에서 영감을 얻었지만, 각각 게임에 맞는 리듬 스타일을 가지고 있다. 비트 트립에서 플레이어는 게임을 진행하면 할수록, 패턴은 더욱더 복잡하게 변경되며, 플레이어는 음악과 그래픽을 통해 얼마나 자기가 잘하고 있는가를 판가름 할 수 있다.

## 다른 게임에서의 Bit.Trip
비트 트립 시리즈가 나오고, 커맨드 비디오는 비트트립을 넘어 슈퍼 미트 보이, Indie Pogo, UFHO2 등에 모습을 보이기 시작했다.
스팀에 입점한 Bit.trip Beats에서 포탈 2가 나오기 전 ARG의 일종으로 포탈 레벨을 추가하였다.